# Fytoliet

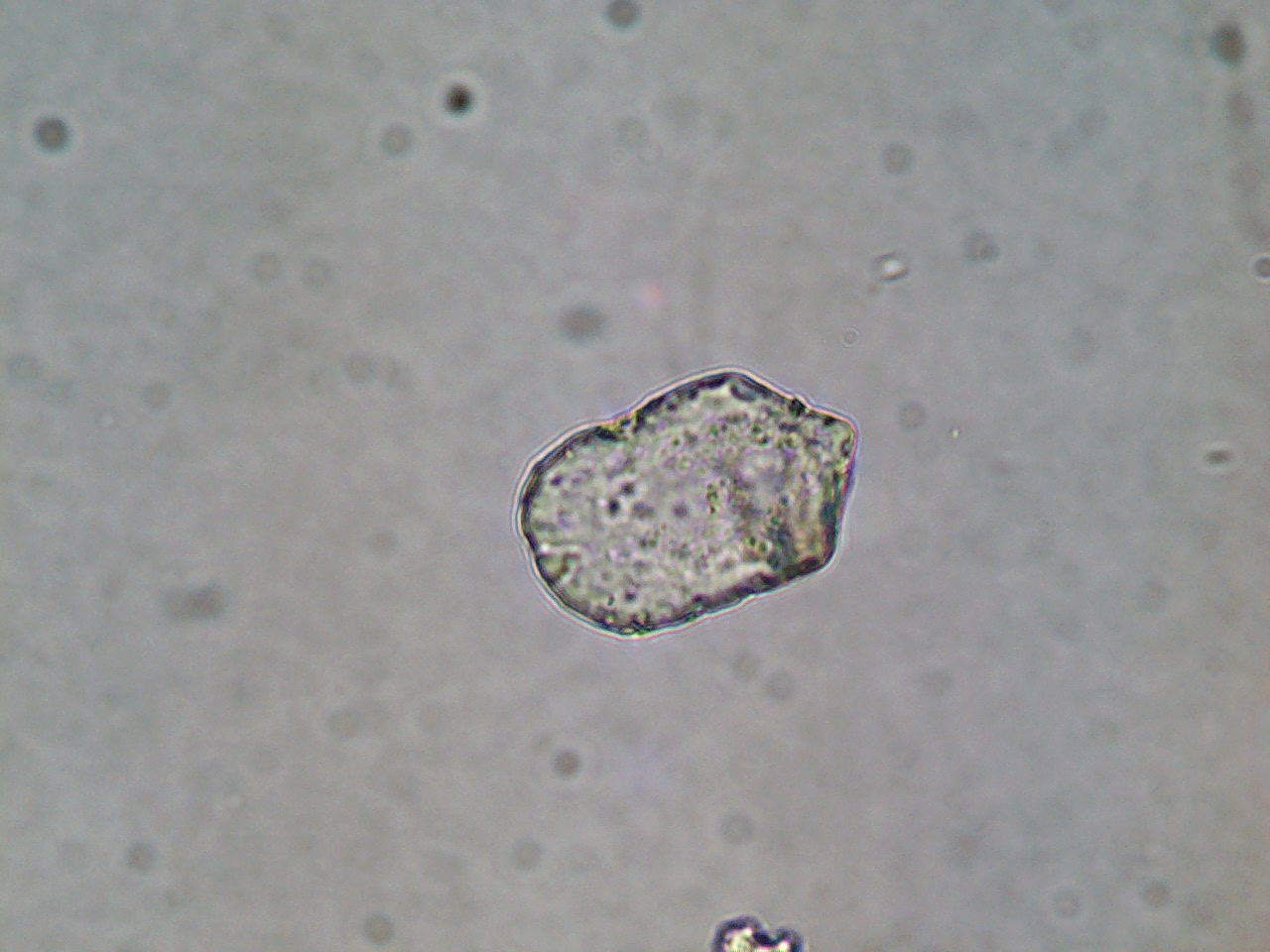
Fytoliet (bolvormig)

Fytolieten zijn microscopisch kleine siliciumstructuren, die voorkomen in sommige plantenweefsels en overblijven na vertering van het weefsel. Ze ontstaan wanneer het door de plant uit de grond opgenomen silicium wordt opgeslagen in verschillende intra- en extracellulaire ruimten.

## Vormen
Fytolieten komen voor in verschillende vormen en afmetingen.
Fytolieten kunnen gevormd worden in een enkele cel of in meerdere aan elkaar grenzende cellen. Als ze ontstaan in aan elkaar grenzende cellen kunnen ze een drie dimensionaal replica van het weefsel vormen, zoals bij olifantsgras. Deze driedimensionale vormen worden gevormd als er veel kiezelzuur aanwezig is.

### Drie dimensionale fytolietstructuren bij olifantsgras

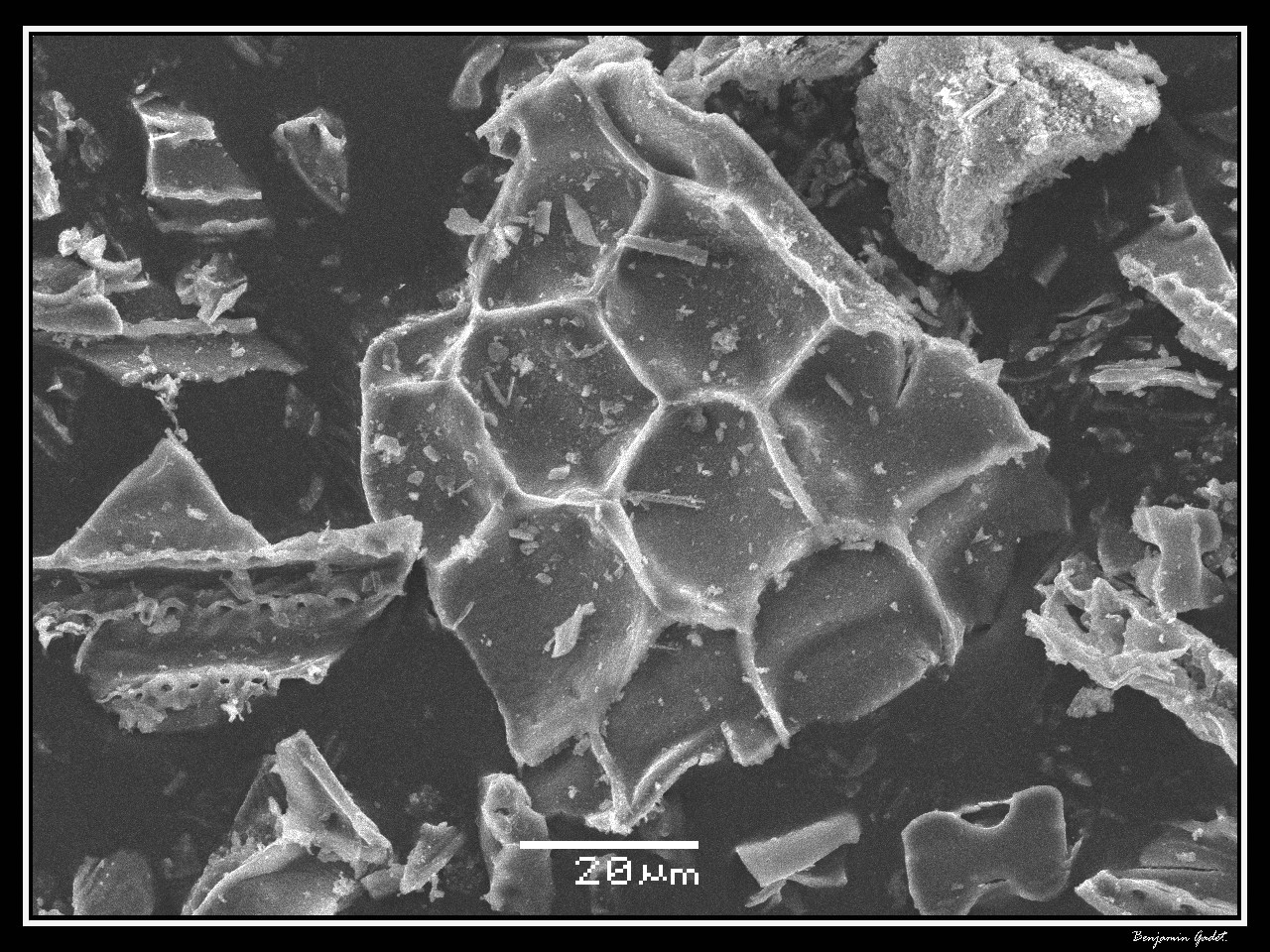
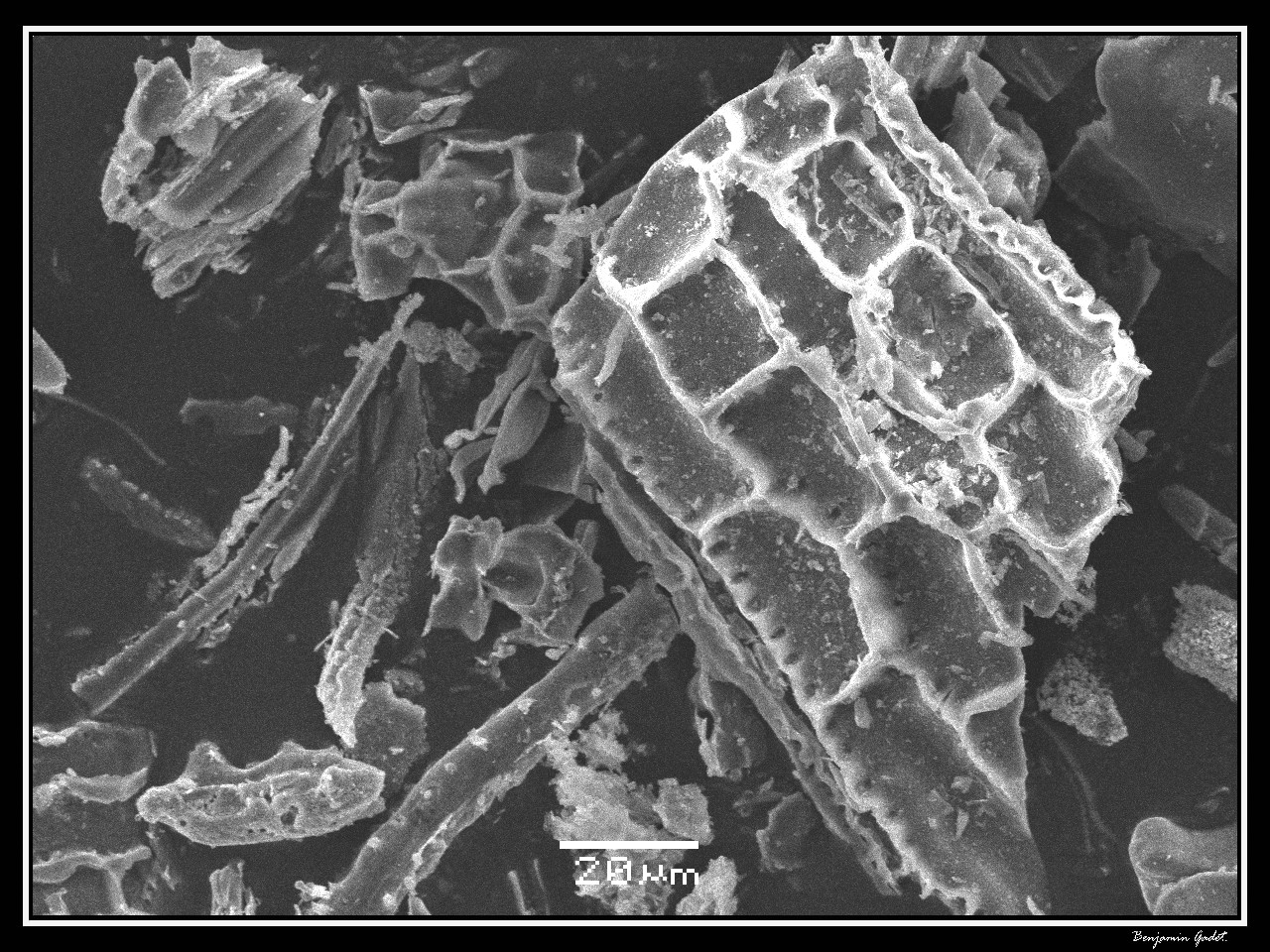
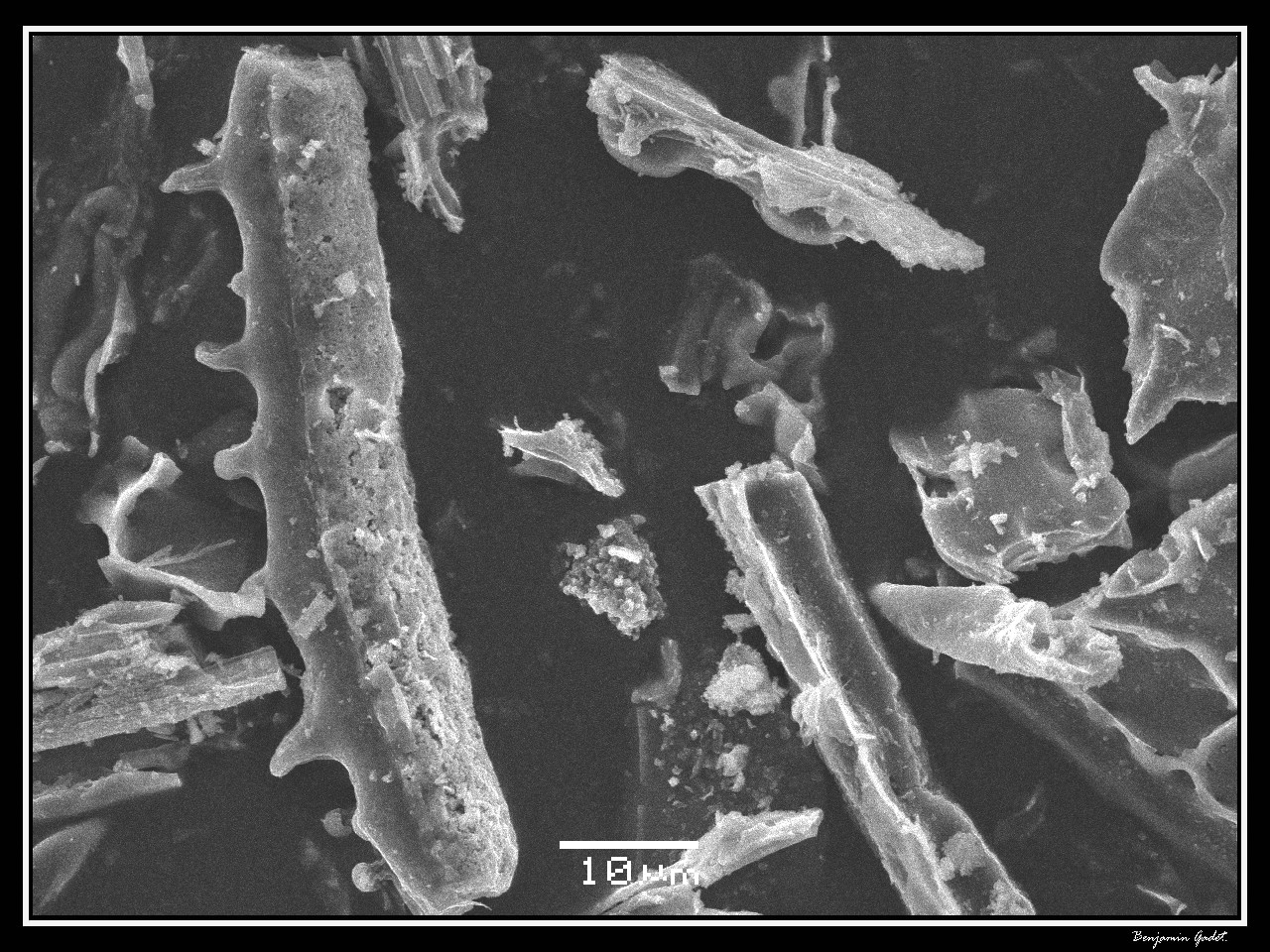
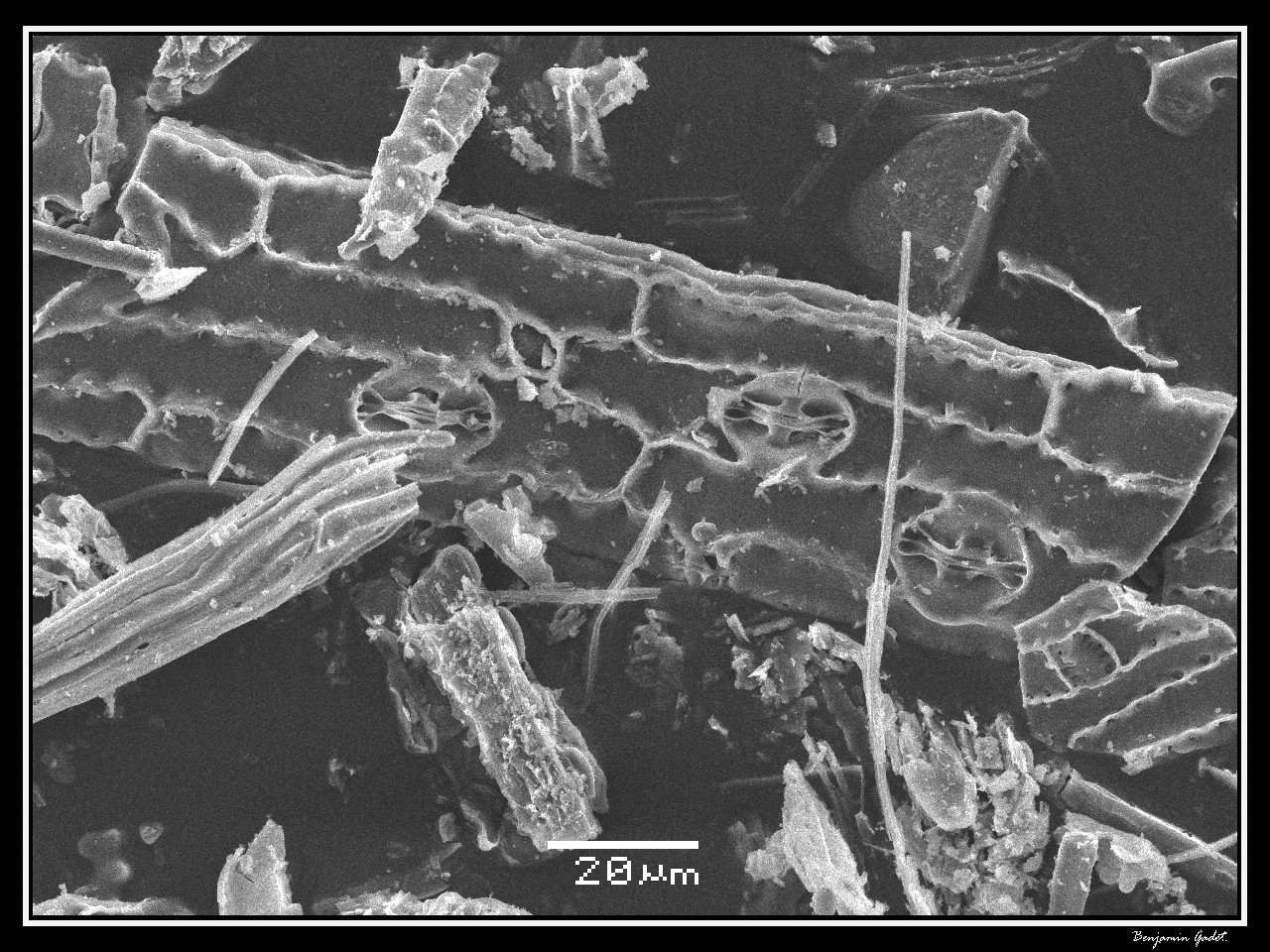
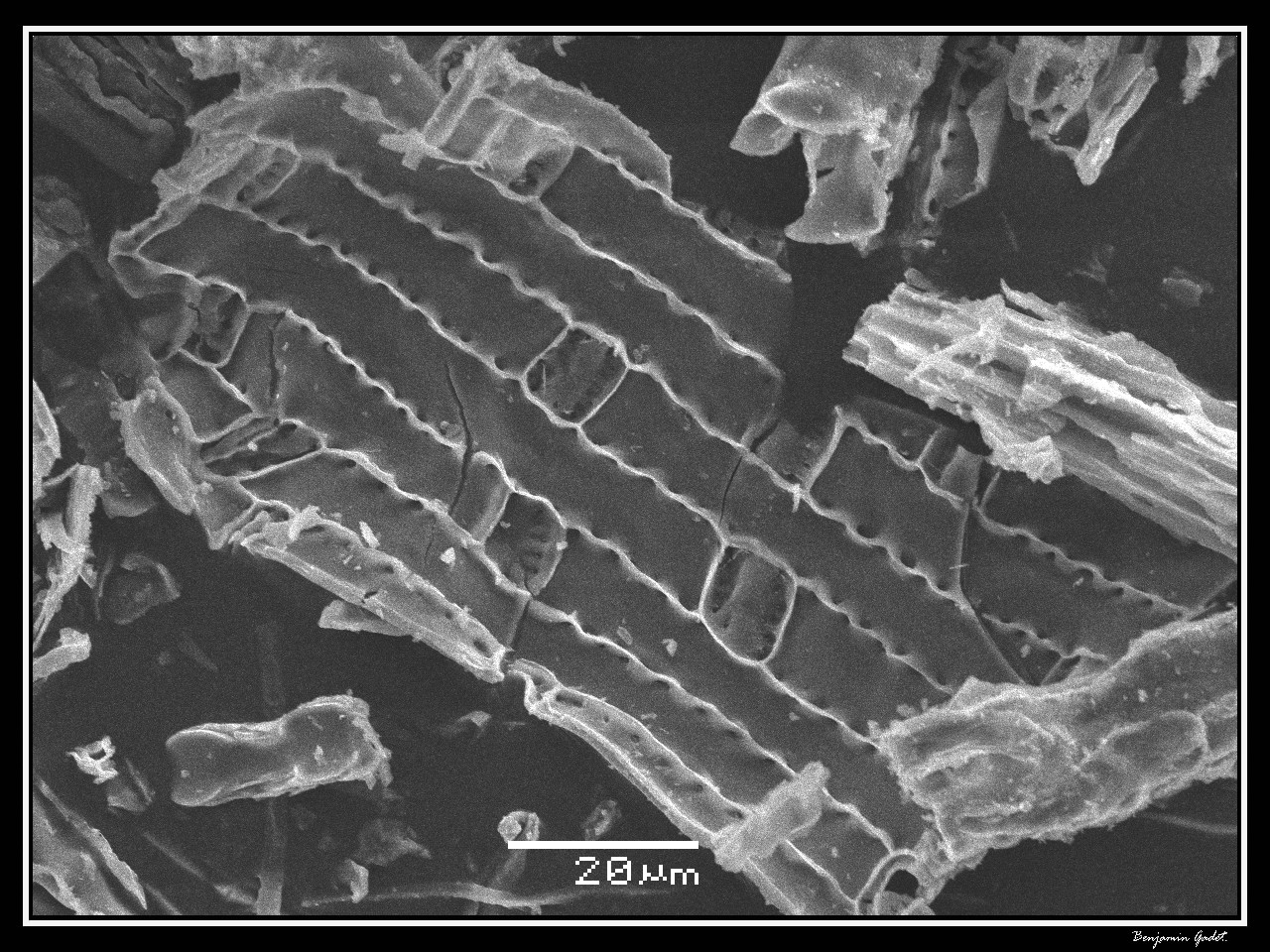
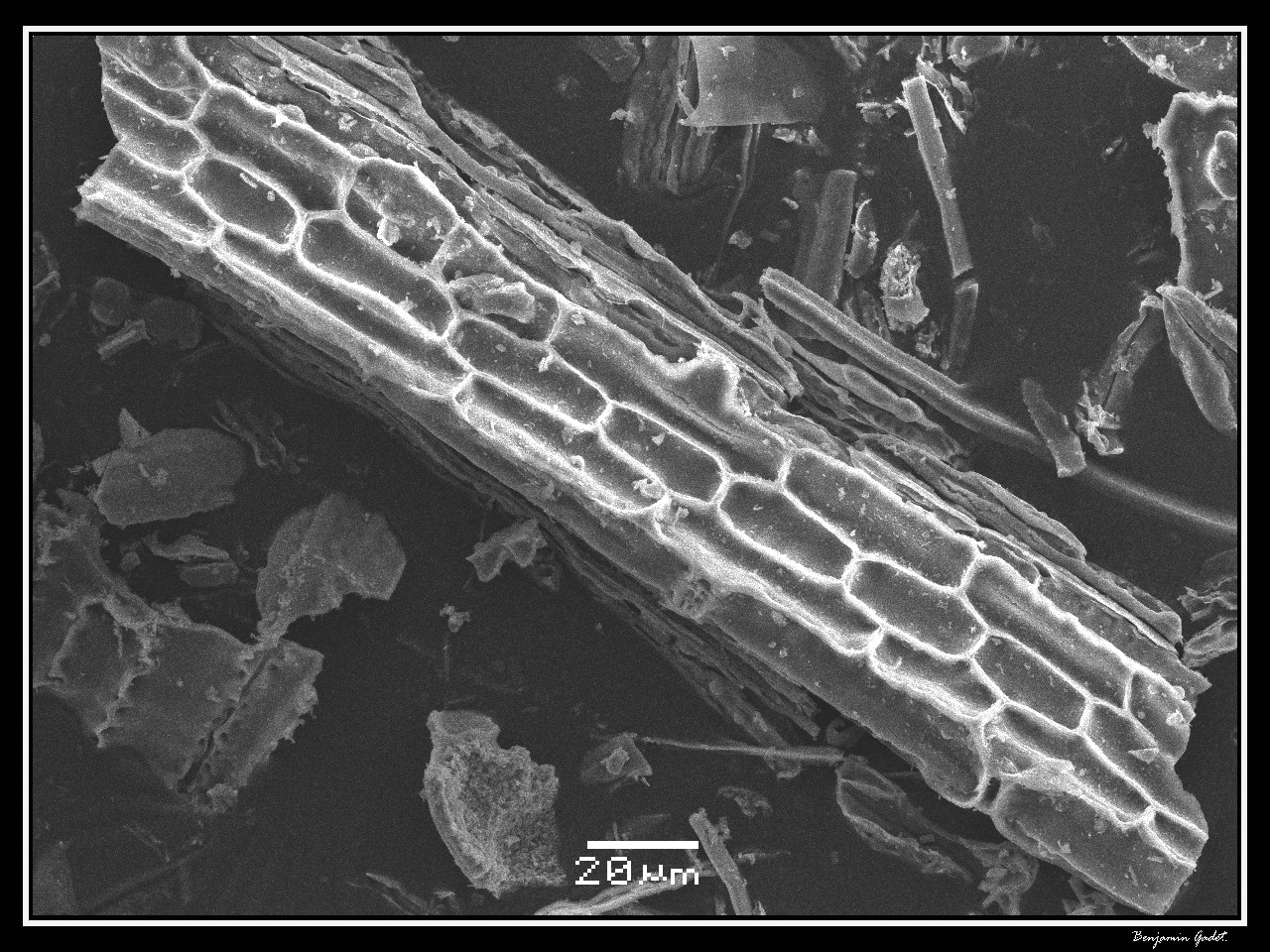

## Vorming in de plant
In water opgelost kiezelzuur wordt door de plantenwortels opgenomen en via het xyleem door de plant getransporteerd. Vervolgens wordt het in de plant opgeslagen in de vorm van siliciumdioxide.

## Chemische en fysische eigenschappen
Fytolieten bestaan gewoonlijk uit nietkristallijn siliciumdioxide. Ze bevatten 4% tot 9% water. Fytolieten bevatten minder dan 5%, gewoonlijk minder dan 1%, koolstof, stikstof en andere belangrijke voedingselementen. De koolstof in de fytolieten kan gebruikt worden voor het bepalen van de ouderdom met behulp van koolstofdatering.
Het silicium in fytolieten heeft een brekingsindex van 1,41 tot 1,47 en een specifieke zwaartekracht van 1,5 tot 2,3.

## Functies
In veel gevallen verstevigen fytolieten plantstructuren en zorgen ze voor ondersteuning vergelijkbaar met de skeletten van stralendiertjes, diatomeeën en glassponzen en bij planten geven ze versteviging aan paardenstaarten. Fytolieten zorgen ook voor bescherming van de plant doordat deze moeilijker te vreten en te verteren is. Fytolieten geven ook fysiologische voordelen, zoals bescherming tegen de negatieve effecten van zware metalen.

## Archeologisch onderzoek
Archeologisch onderzoek maakt soms gebruik van fytolieten. Op grond van fytolietenonderzoek werd gecultiveerde rijst vastgesteld in sedimenten van de Oost-Chinese Zee die waarschijnlijk door de Yangtze werden aangevoerd. Met C14-datering werd een ouderdom van 13.900 cal. jaren BP vastgesteld. Hiernaast heeft men ook kunnen vaststellen dat de banaan zeker voor 2.500 cal. jaren BP van Indonesië naar Afrika is gemigreerd, dankzij onderzochte fytolieten in Kameroen.